# Thalamita loppenthini
Thalamita loppenthini is een krabbensoort uit de familie van de Portunidae. De wetenschappelijke naam van de soort is voor het eerst geldig gepubliceerd in 1998 door Apel & Spiridonov.